# Sobolicha (Buriacja)
Sobolicha (ros. Соболиха) – osiedle w Rosji, w Buriacji, w rejonie pribajkalskim. W 2010 liczyło 186 mieszkańców.